# Mário Negreiros Pardal
Mário Negreiros Pardal (Niterói, 21 de abril de 1902 – Niterói, 4 de julho de 1970) foi um médico brasileiro.
Formado em medicina pela Faculdade de Medicina do Rio de Janeiro em 1923, defendeu tese de doutoramento sobre a Prática da Transfusão de Sangue, um dos documentos pioneiros sobre o assunto. Foi eleito membro da Academia Nacional de Medicina em 1946, sucedendo Antônio Benevides Barbosa Vianna na Cadeira 74, que tem Arnaldo de Morais como patrono.